# Le Val-Larrey
Le Val-Larrey is een gemeente in het Franse departement Côte-d'Or (regio Bourgogne-Franche-Comté). De plaats maakt deel uit van het arrondissement Montbard. Le Val-Larrey is op 1 januari 2019 ontstaan door de fusie van de gemeenten Bierre-lès-Semur en Flée. 
1. ↑  Populations de référence 2022.